# Провинциальный колледж (Ярославль)
Провинциальный колледж (государственное общеобразовательное учреждение Ярославской области средняя  школа) — школа для старшеклассников (10—11 классы) в городе Ярославле.

## Структура колледжа и учебный процесс
Провинциальный колледж — государственное учебное заведение. На 2021 год Провинциальный колледж включает следующие структурные единицы:
- Непосредственно школа для старшеклассников (10—11 классы гуманитарной, социально-гуманитарной, экономической, информационно-технологической и естественнонаучной направленности)
- Центр дополнительного образования детей «Открытие» — организация городской программы для старшеклассников «Открытие», Российской научной конференции школьников «Открытие», загородных образовательных лагерей для одаренных школьников, дополнительных платных образовательных услуг (Программы: «Образование ПЛЮС», «Английский язык», «Школы для малышей»).

В колледже имеется по два класса (10 и 11) для каждого из пяти направлений, таким образом число учащихся около 300. Классы формируются на основе собеседований и вступительных тестов, проводимых в дни весенних каникул. Колледж обеспечивает полное среднее образование с получением аттестата государственного образца. 
- В гуманитарных классах углублённо изучаются литература, история, английский язык,
- В социально-гуманитарных — обществознание, история.
- В естественнонаучных - химия, биология.
- В экономических — обществознание (экономическая сфера), дается расширенный курс математики.
- В информационно-технологических классах углублённо изучаются информатика и физика, также дается расширенный курс математики.

Кроме того, каждый ученик выбирает базовый или углублённый уровень изучения иностранного (английского) языка.  В свободное от учёбы время проводятся различные кружки по интересам: от изучения французского, до вокального мастерства. Особенностью обучения является обязательное написание курсовых работ, призванных прививать учащимся навыки проведения и оформления научного исследования. Занятия проходят по университетской системе, парами (два урока по 45 мин с десятиминутным перерывом).
Колледж тесно сотрудничает с высшими учебными заведениями города Ярославля, в первую очередь — с Ярославским государственным университетом им. П. Г. Демидова и Ярославским государственным педагогическим университетом им. К. Д. Ушинского.

## История

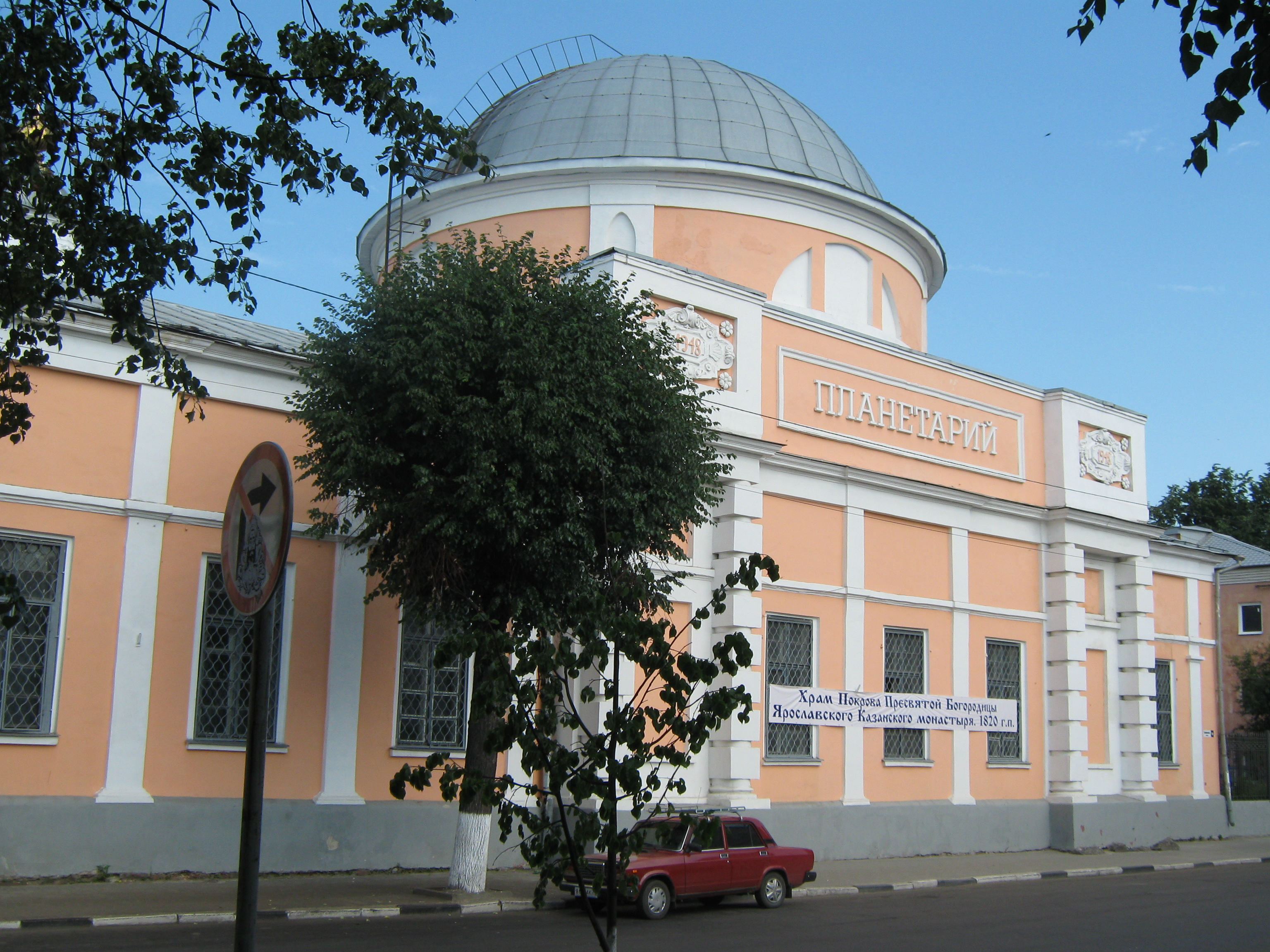
Старое здание ярославского планетария, в котором до 2010 года располагался Провинциальный колледж.

- 25 марта 1992 года — постановлением мэра города Ярославля создан Ярославский городской научно-педагогический центр (Провинциальный колледж — Планетарий). Занятия начались в здании Ярославского планетария по адресу ул. Трефолева д. 20 (бывш. церковь Покрова Богородицы Казанского женского монастыря). Директором колледжа становится Михаил Вадимович Груздев, кандидат географических наук. Тогда же только что образованное учебное заведение принимало активное участие в подготовке и проведении Первой Всероссийской географической олимпиады школьников.
- Сентябрь 1992 года — начало первого учебного года. Выход в эфир областного телевидения интеллектуальной передачи для старшеклассников «Эрудицион», организованной колледжем. Программа выходила около 15 лет.
- Май 1994 года По инициативе научно-педагогического центра в Ярославле прошла Первая Российская олимпиада школьников по астрономии и космической физике.
- 1994 год — один из основателей колледжа, учитель литературы Михаил Нянковский побеждает в конкурсе «Учитель года России». Старт программы для старшеклассников «Открытие».
- 1995 года Журнал «Огонек» (№ 15) назвал Провинциальный колледж в числе «100 лучших школ России».
- 21—23 апреля 1995 года — проведена Первая Ярославская городская научная конференция школьников «Открытие».
- 13—19 мая 1996 года — Провинциальный колледж выступал организатором Первой Всероссийской олимпиады школьников по литературе.
- Апрель 1998 года — конференция «Открытие» приобретает статус всероссийской.
- Сентябрь 1998 года — открыт экономический класс (общее число классов возросло до трёх, на следующий год — до четырёх). Занятия проходят в помещениях Международного университета бизнеса и новых технологий.
- Май 1999 года — приказом Управления образования мэрия города Ярославля ЯГНПЦ переименован в МОУ общеобразовательная средняя школа с углубленным изучением отдельных предметов «Провинциальный колледж».
- Сентябрь 1999 года — новым директором колледжа стала Е. Р. Семко, кандидат физико-математических наук, преподаватель математического факультета ЯрГУ им. П. Г. Демидова. М. В. Груздев становится заместителем начальника департамента образования Ярославской области.
- Апрель 2000 года — журнал «Карьера» определил колледж на 42 место в списке 100 лучших школ России.
- Март 2001 года — первый набор девятиклассников в физико-технический класс по совместному проекту с ЯрГУ им. П. Г. Демидова.
- 2006 года — профиль физико-технического класса изменен на информационно-технологический.
- Октябрь 2007 года — Провинциальному колледжу официально передано здание бывшей 64-й школы. Все шесть классов колледжа впервые объединились в одном здании. Все учебные занятия проходят по адресу ул. Большая Октябрьская, д. 79.
- Июнь 2009 — Провинциальный колледж снова стал лауреатом премии в рамках Приоритетного национального проекта «Образование».
- Январь 2010 — Зимний лагерь для одаренных старшеклассников «Красная книга» стал юбилейным 30-м загородным образовательным лагерем Провинциального колледжа.
- Сентябрь 2010 — впервые открыт социально-гуманитарный класс, где предполагается углубленное изучение обществознания, истории и английского языка.
- Ноябрь 2010 — Планетарий прекратил свою деятельность как структурное подразделение МОУ «Провинциальный колледж».
- В 2017 году открылось пятое направление - естественно-научное, где дети изучают углублённо биологию и химию.
- В 2019 стала Опорной школой РАН[2].

## Преподаватели
Провинциальный колледж создавался в начале 1990-х годов молодыми преподавателями с целью внедрения инновационного образования. За практически 20-летнюю историю преподавательский состав поменялся примерно на 75—80 %. В колледже преподавали и преподают несколько докторов (д.филос.н. В. В. Томашов, д.экон.н. В. А. Гордеев, д.искусствоведения Т. С. Злотникова, д.физ-мат. н. Е. И. Бережной, д.ист. н. Г. Н. Канинская, д.хим.н. В. Ю. Орлов, д.культурологии Н. Н.Лётина, д.полит. н. Л. Г. Титова и др.) и кандидатов наук (к.ф-м.н. Е. Р. Семко, к.филос.н. В. О. Родин, к.ист. н. О. В. Лощакова, к.пед.н. О. Г. Левина, к.ист. н. С. А. Шубина, к.ист. н. Н. В. Страхова, к.социол.н. Т. С. Акопова и многие другие). Преподаватель литературы М. А. Нянковский в 1994 году стал лауреатом конкурса «Учитель года России». Учителя О. Г. Левина, М. А. Нянковский, И. В. Фролов, Л. А. Чернушкина, И. А. Лобанова, Е. Ю. Шарунова становились победителями конкурса «Лучший учитель России» в рамках Приоритетного национального проекта «Образование» разных лет.

## Выпускники
Среди выпускников колледжа — около двух десятков кандидатов наук, в том числе Ю. А. Бойко — глава города Ростова в 2009-2012 гг., самый молодой градоначальник в истории Российской Федерации.